# Organitzacions tàmils de Sri Lanka
Organitzacions polítiques o militars tamils de Sri Lanka de 1970 a 2006.

## Grups principals
- Tigres d'Alliberament de Tamil Eelam (Liberation Tigers of Tamil Eelam LTTE)
  - Nous Tigres Tàmils (Tamil New Tigers o Puthiya Thamil Pulikal) (1972-1976)
  - Upsurging People's Force (UPF), proper del LTTE.
  - Ellalan Padai (EP), proper del LTTE.
  - Ravanan Padai (RP), proper del LTTE
- Front Unit d'Alliberament Tàmil (Tamil United Liberation Front TULF)
- Congrés Tàmil de Ceilan (All Ceylon Tamil Congress, ACTC)
- Eelam People's Liberation Front (EPLF)
- Eelam People's Democratic Party (EPDP)
- Organització d'Alliberament de Tamil Eelam (Tamil Eelam Liberation Organisation, TELO) 1970-1987
- Organització Popular d'Alliberament de Tamil Eelam (People's Liberation Organisation of Tamil Eelam PLOTE)
- Organització Revolucionaria d'Estudiants d'Eelam (Eelam Revolutionary Organization of Students, EROS)
- TamilEela Makkal Viduthalai Pulikal (TMVP).
- Front d'Alliberament Popular Revolucionari d'Eelam (Eelam People's Revolutionary Liberation Front, EPRLF)
- Indo Ceylon Merger Movement (Inththiya Ilanggai Innaippu Iyakkam) (1971-1980)
- Tamil Liberation Organization (TLO) (1974-1978)
- Exèrcit de Tamil Eelam (Tamil Eelam Army TEA) 1983-1988
- Exèrcit Nacional de Tamil Eelam (Tamil Eelam National Army, TENA) 1983-1986

### Plataformes
- Front Nacional d'Alliberament d'Eelam (Eelam National Liberation Front, ENLF) (1984-1986)
- Tamilar Suya-Aadchi Kazhakam, TSK (1969)
- Eela Thamilar Ottrumai Munnani, ETOM (1960)
- Democratic People's Liberation Front (DPLF) ala política del PLOTE, de D.Siddarthan.
- Front Popular d'Alliberament dels Tigres (People's Front of Liberation Tigers, 1990-1995).
- Tamil Eelam Liberation Front (1982) (TELF)
- Eelam National Democratic Liberation Front (ENDLF, 1987), PLOTE, EPRLF i TELO.

## Grups secundaris
- Eelam Liberation Defence Front (ELDF)
- Eelam Liberation Organisation (ELO, 1975)
- Eelam Liberation Tigers (ELT)
- Eagle Movement (EM)
- Eelam Revolutionary Communist Party (ERCP)
- Guerrilla Army of Tamil Eelam (GATE)
- National Liberation Front of Tamil Eelam (NLFTE)
- People's Liberation Army, ala militar del EPRLF
- People's Liberation Party (PLP)
- Red Crescent Guerrillas (RCG)
- Revolutionary Eelam Liberation Organisation (RELO)
- Red Front of Tamil Eelamists (RFTE) (1984)
- Revolutionary Warriors (RW)
- Socialist Revolutionary Social Liberation (SRSL)
- Tamil Eelam Blood Movement (TEBM)
- Tamil Eelam Commando (TEC)
- Tamil Eelam Defence Front (TEDF)
- Tamil Eelam Eagles Front (TEEF)
- Tamil Eelam Liberation Army (TELA, 1982)
- Ilankai Freedom Tamil Army (IFTA)
- Tamil Eelam Liberation Cobras (TELC, 1983)
- Tamil Eelam Liberation Extremists (TELE)
- Tamil Eelam Liberation Guerrillas (TELG)
- Tamil Eelam Revolutionary Organisation (TERO)
- Tamil Eelam Revolutionary People's Liberation Army (TERPLA)
- Tamil Eelam Security Service (TESS)
- Tamil Liberation Organisation (TLO, 1969)
- Tamil National Council (TNC, 1989)
- Tamil People's Command Unit (TPCU)
- Tamil People's Democratic Front (TPDF)
- Tamil People's Security Front (TPSF)
- Tamil People's Security Organisation (TPSO)
- Three Stars (TS)
- Eelam National Democratic Liberation Front (ENDLF)

## Organitzacions d'estudiants
- Tamil Students League (Tamil Manavar Peravai) (1970), fundada per Ponnuthurai Satyaseelan.
- Tamil Youth League (Tamil Ilaignar Peravai) (1973)
- General Union of Eelam Students